# Sher Machado
Sher Machado, también conocida como Transcurecer, es una organizadora de eventos de deportes electrónicos y streamer brasileña.

## Biografía
Sher Machado nació en Nilópolis, Río de Janeiro. Comenzó a jugar videojuegos a los siete años. Al crecer en las décadas de 1990 y 2000, experimentó prejuicios en los juegos en línea. En 2015, descubrió el juego League of Legends y asistió a eventos como el Campeonato Brasileño de League of Legends. En ese momento, ella no se sentía representada porque la escena estaba compuesta principalmente por hombres blancos heterosexuales cisgénero. Además, aún no había llevado a cabo su transición como mujer trans. En 2016, hizo su primera transmisión en vivo en la casa de una amiga, una carrera que quería seguir, pero carecía de una buena computadora para hacerlo.
En 2019 se unió a Capacitrans, un proyecto destinado a empoderar a las personas trans en el lugar de trabajo. Posteriormente se convirtió en secretaria general del proyecto. También forma parte del equipo Wakanda Streamers, creado en 2018 para apoyar y unir a la comunidad negra. Es embajadora de Ceres Trans, un proyecto del fotógrafo Caio Oliver que da visibilidad a modelos trans negras. Durante este tiempo, comenzó a estudiar física.
En 2020, durante la pandemia de COVID-19, comenzó a crear contenido en línea y lanzó una campaña de financiación colectiva, que Machado describió como el inicio de su carrera de streaming. En julio, logró comprar una nueva computadora con la ayuda del influencer Nath Finanças. Sus transmisiones generalmente presentan juegos de Riot Games, como League of Legends, Valorant y Teamfight Tactics. Su canal de YouTube fue creado el mismo año bajo el nombre "Transcurecer".
A finales de 2020, Machado recibió una oferta para desarrollar un proyecto en asociación con STrigi Manse, una organización de deportes electrónicos conocida por apoyar la diversidad. Luego creó la Copa Rebecca Heineman (CRH), un torneo de League of Legends exclusivamente para personas trans. El evento lleva el nombre de Rebecca Heineman, la primera persona en ganar un campeonato de deportes electrónicos en los Estados Unidos y una mujer trans. La primera edición tuvo lugar el 29 de enero de 2021, el Día Nacional de la Visibilidad Trand en Brasil. El evento ganó atención internacional, lo que la llevó a unirse a la organización brasileña de deportes electrónicos INTZ en febrero convirtiéndola en la primera mujer trans en ser contratada por una organización de deportes electrónicos en el país. Una segunda edición tuvo lugar en julio de 2022.
Sher protagonizó la serie documental Mundo Invisível dos Gamers (El mundo invisible de los gamers), estrenada en HBO el 7 de mayo de 2024.

## Premios y nominaciones
| Año  | Premio       | Categoría               | Resultado | Ref.   |
| ---- | ------------ | ----------------------- | --------- | ------ |
| 2022 | Premios CCXP | Mejor Streamer Femenina | Ganadora  | [ 14 ] |